# Riesenstuhl (Weimar)

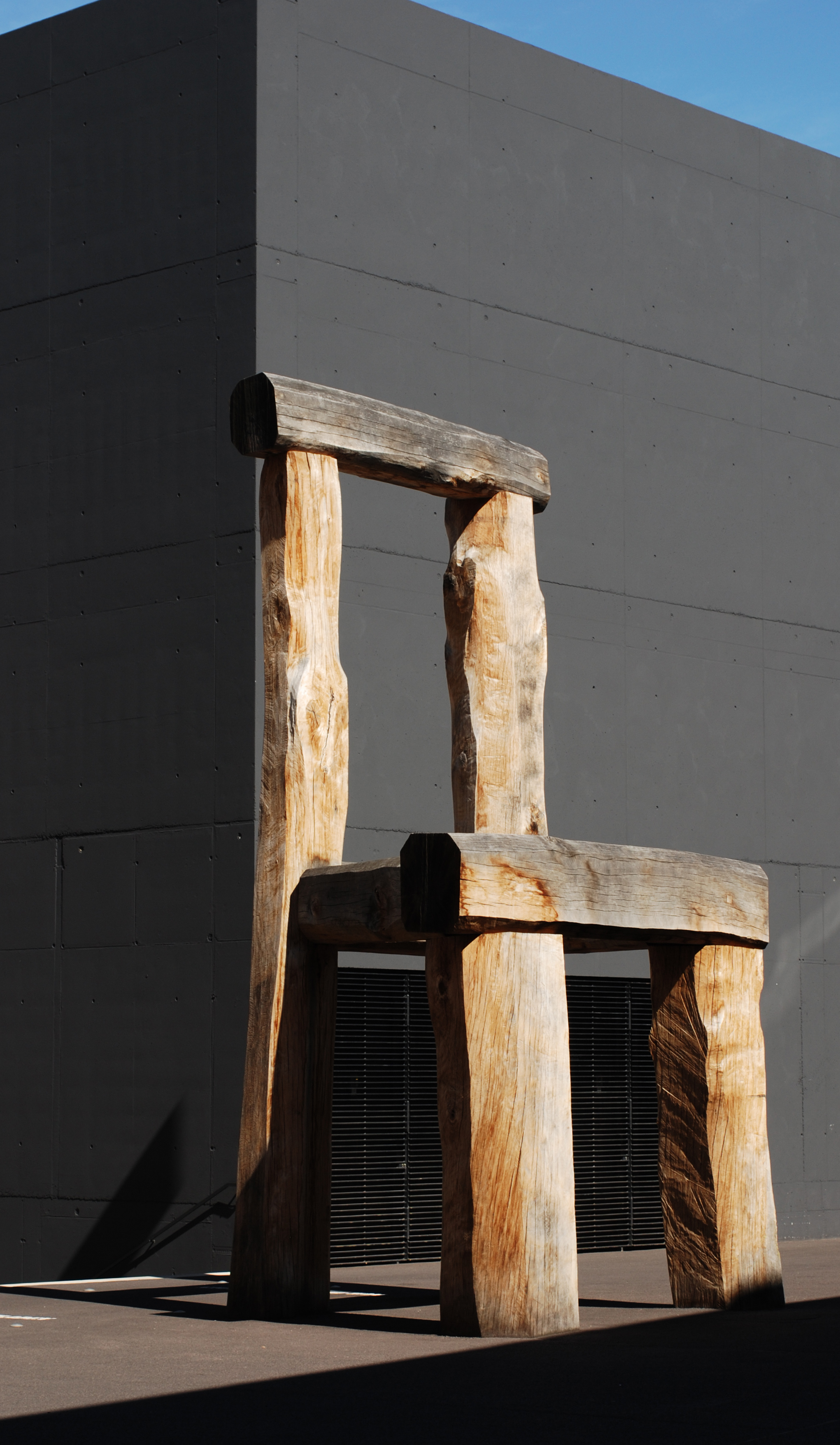
Riesenstuhl von Hermann Bigelmayr in Weimar

Der Riesenstuhl vor der Universitätsbibliothek Weimar in der Steubenstraße 6 unter der Bezeichnung des Kunstprojektes „Lehrstuhl – leerer Stuhl“, steht seit dem Jahr 2005 an seiner Stelle. Der über 20 Tonnen schwere Stuhl ist ein Werk des Holzbildhauers Hermann Bigelmayr (1958–2024). Er steht eigentlich bereits im Bereich der Brauhausgasse.

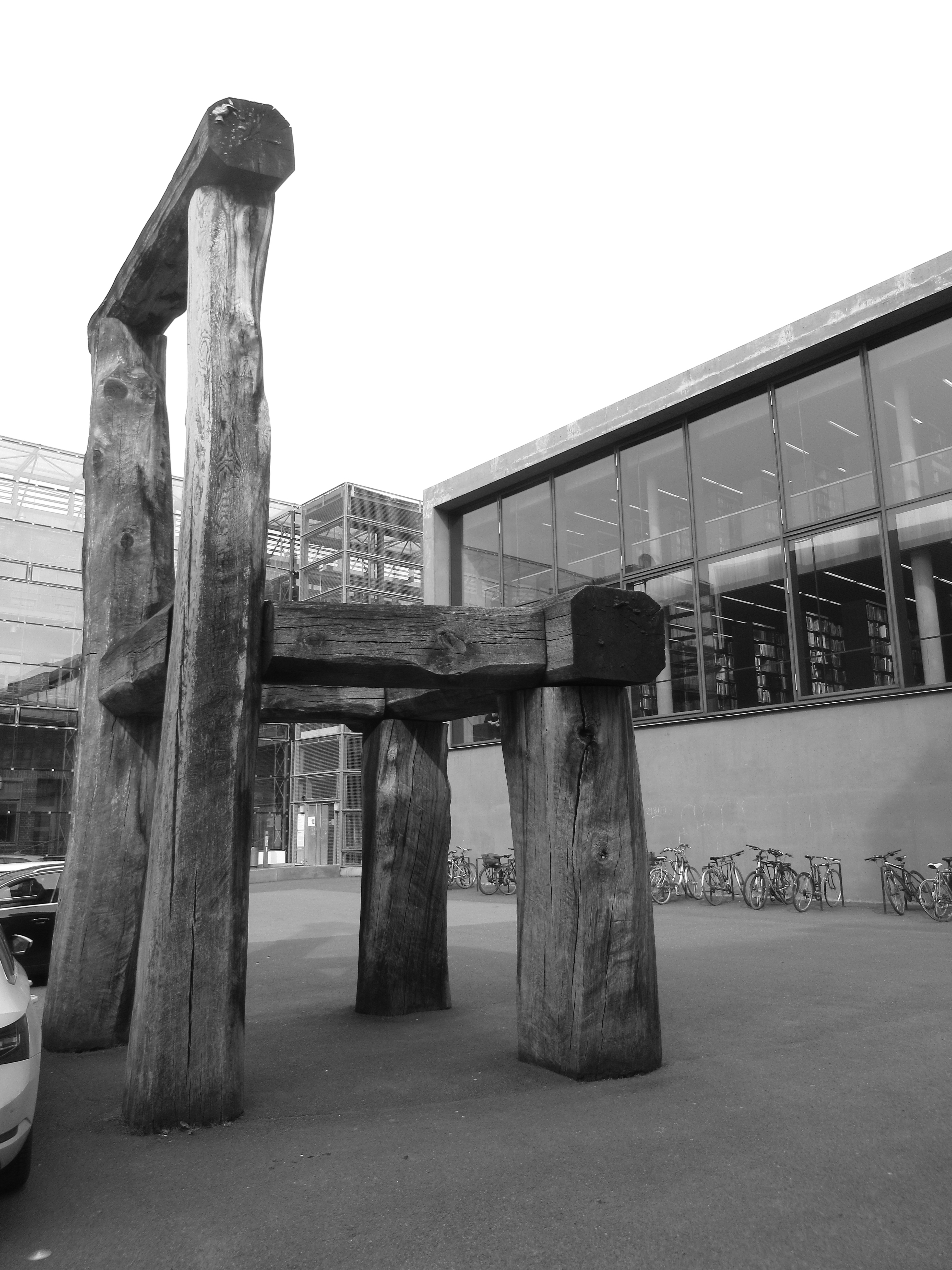
In Sitzrichtung Bibliothekseingang

Die Sitzfläche des Stuhls befindet sich auf einer Höhe von 3,50 Meter. Insgesamt misst der Stuhl über 7,50 Meter. Hergestellt ist er aus nur neun grob behauenen Eichenstämmen. Der Stuhl stellt einen Bezug zu der Universität als Lehrinstitution her. Der Künstler schaffte es, den riesigen Stuhl harmonisch vor dem Gebäude so zu integrieren, dass er vom Betrachter nicht als wuchtig und damit einschüchternd wahrgenommen wird. Die vier Stuhlbeine bilden einen rautenförmigen Grundriss. Die Kanten der Stuhlbeine verlaufen jeweils parallel zu den Grundlinien der Baukörper, welche die Skulptur von drei Seiten umgeben. Das führt zu einer größeren räumliche Wirkung als bei einer quadratischen Anordnung. Der Stuhl weist auf die neue Bibliothek und kann von vier Seiten her durchquert werden. So hat der Stuhl indirekt auch die Funktion eines Tores, eines Durch- oder Einganges. Die Sitzfläche ist der Universitätsbibliothek zugewandt.
Im Jahre 2005 wurde auch die Universitätsbibliothek errichtet, womit zugleich auch ein unmittelbarer Entstehungszusammenhang besteht.